# 우리술세계화연구회
우리술세계화연구회는 우리 술의 세계화를 달성하기 위한 제반 연구 활동 및 그 연구 성과를 실현할 목적으로 2010년 10월 12일 설립·허가된 대한민국 농림수산식품부 소관의 사단법인이다. 사무실은 서울특별시 중구 남대문로 4가 71-1번지에 있다.